# 1953 no Brasil
Esta é uma cronologia dos fatos que aconteceram em 1953 no Brasil

## Incumbentes
- Presidente do Brasil - Getúlio Vargas (31 de janeiro de 1951 - 24 de agosto de 1954)

## Eventos
- 23 de março - É inaugurada a filial brasileira da montadora alemã Volkswagen, em São Bernardo do Campo.[1]
- Junho - Iniciam-se os trabalhos da CPI no Congresso brasileiro, que investigam favorecimento do jornal Última Hora pelo governo Vargas, com o envolvimento do filho deste, Lutero Vargas.
- 25 de julho: É criado o Ministério da Saúde[2]
- 27 de setembro: a RecordTV é inaugurada em São Paulo
- 3 de outubro: Presidente Getúlio Vargas sanciona a lei que cria a Petrobras.[3][4]
- Novembro - A CPI conclui que houve ilícitos, mas o Congresso, governista, nega-se a processar Lutero Vargas.

## Nascimentos
- 3 de janeiro: Mário Eugênio Rafael de Oliveira, jornalista. (m. 1984).
- 7 de janeiro: Rafael Cammarota, ex-futebolista.
- 28 de julho: Guilherme Arantes, cantor.
- 15 de agosto: Hamilton Mourão, 25° vice-presidente do Brasil.

## Mortes
- 31 de janeiro: Darcy Cazarré (n. 1900)
- 20 de março: Graciliano Ramos (n. 1892)Referências

1. ↑  «Volkswagen Newsroom». www.vwnews.com.br. Consultado em 6 de julho de 2023
2. ↑  «Notícias de hoje do Brasil e do Mundo». Folha de S.Paulo. Consultado em 6 de julho de 2023
3. ↑  "Falará hoje à nação o presidente Vargas" (primeira página do 1° caderno), Folha da Manhã (3 de outubro de 1953).
4. ↑  ""Decidi-me a arrostar as incertezas e as agruras da batalha democratica"" (primeira página do 1° caderno), Folha da Manhã (4 de outubro de 1953).